# Saperda
Saperda es un género de escarabajos longicornios de la subfamilia Lamiinae. Es de distribución holártica. Algunas especies son plagas serias de árboles como álamos, Populus.

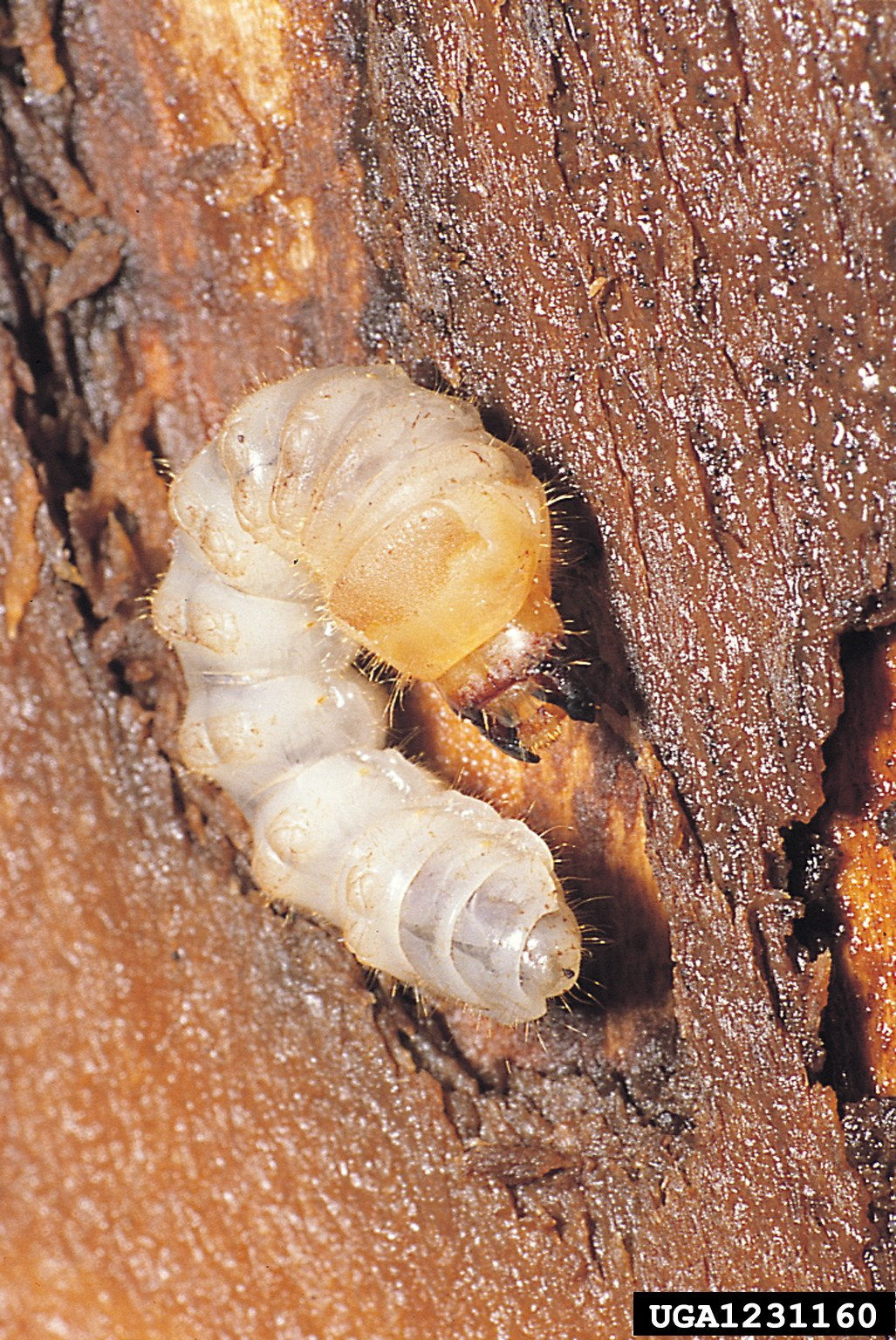
Saperda perforata, larva
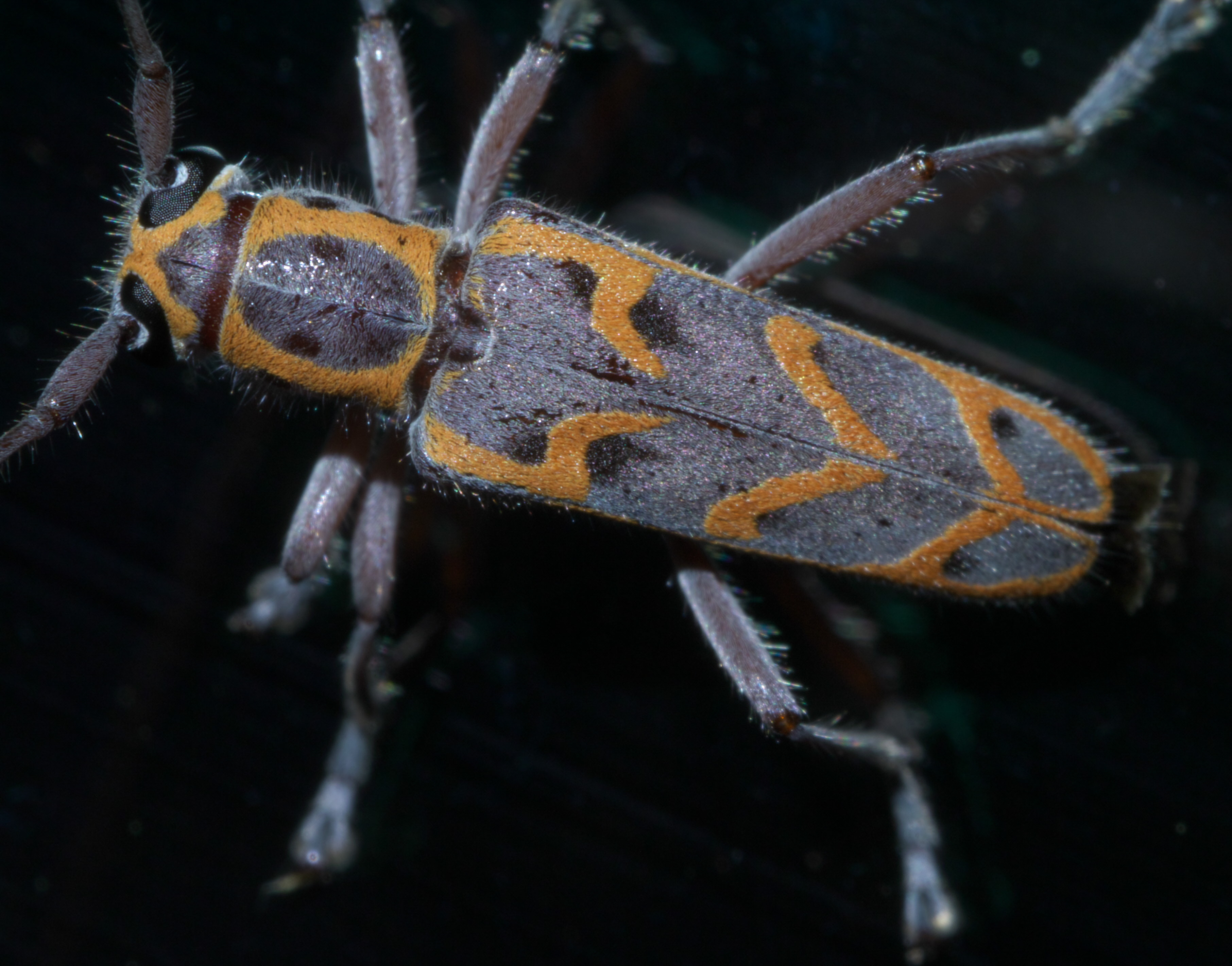
Saperda tridentata
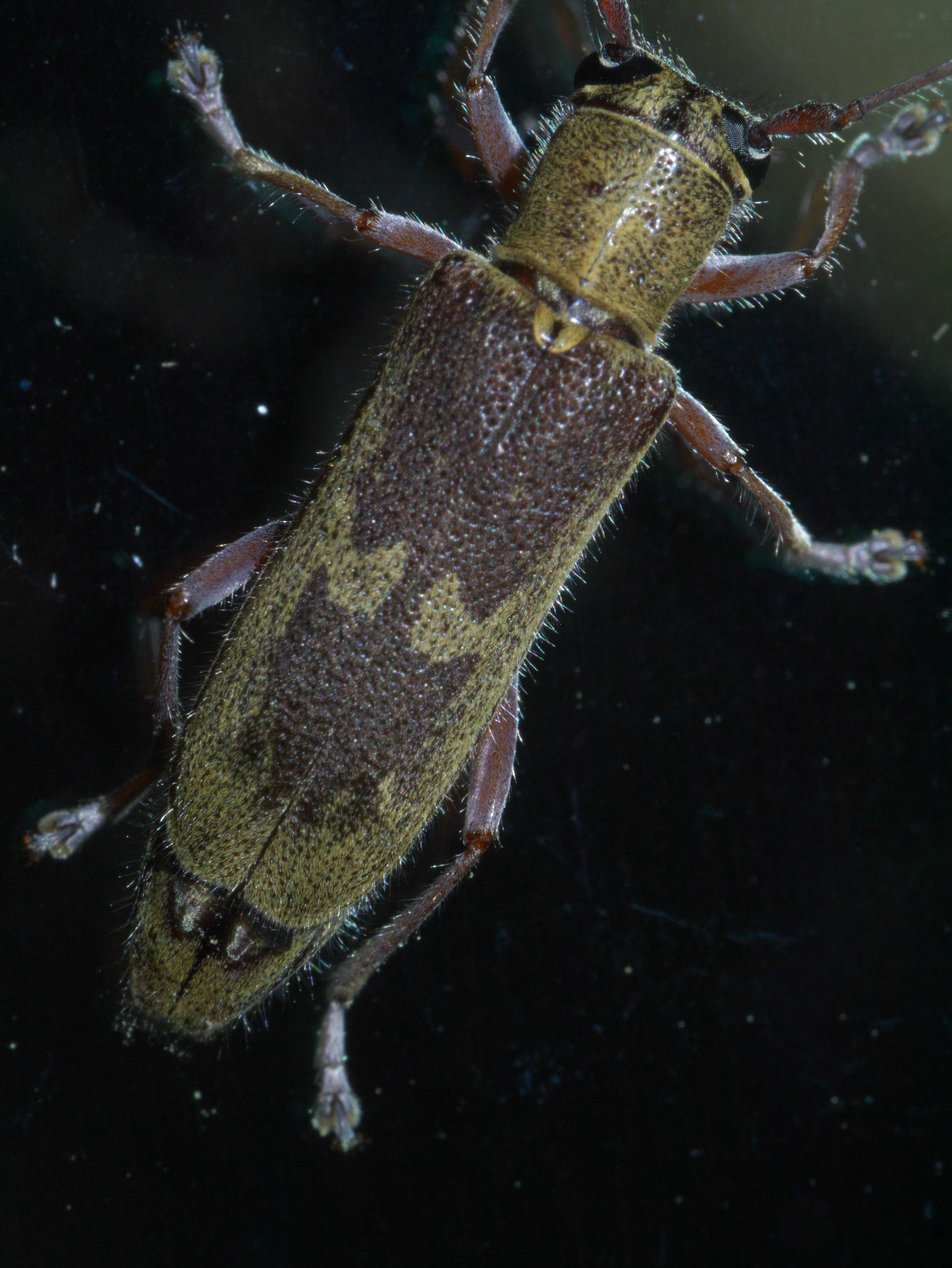
Saperda discoidea
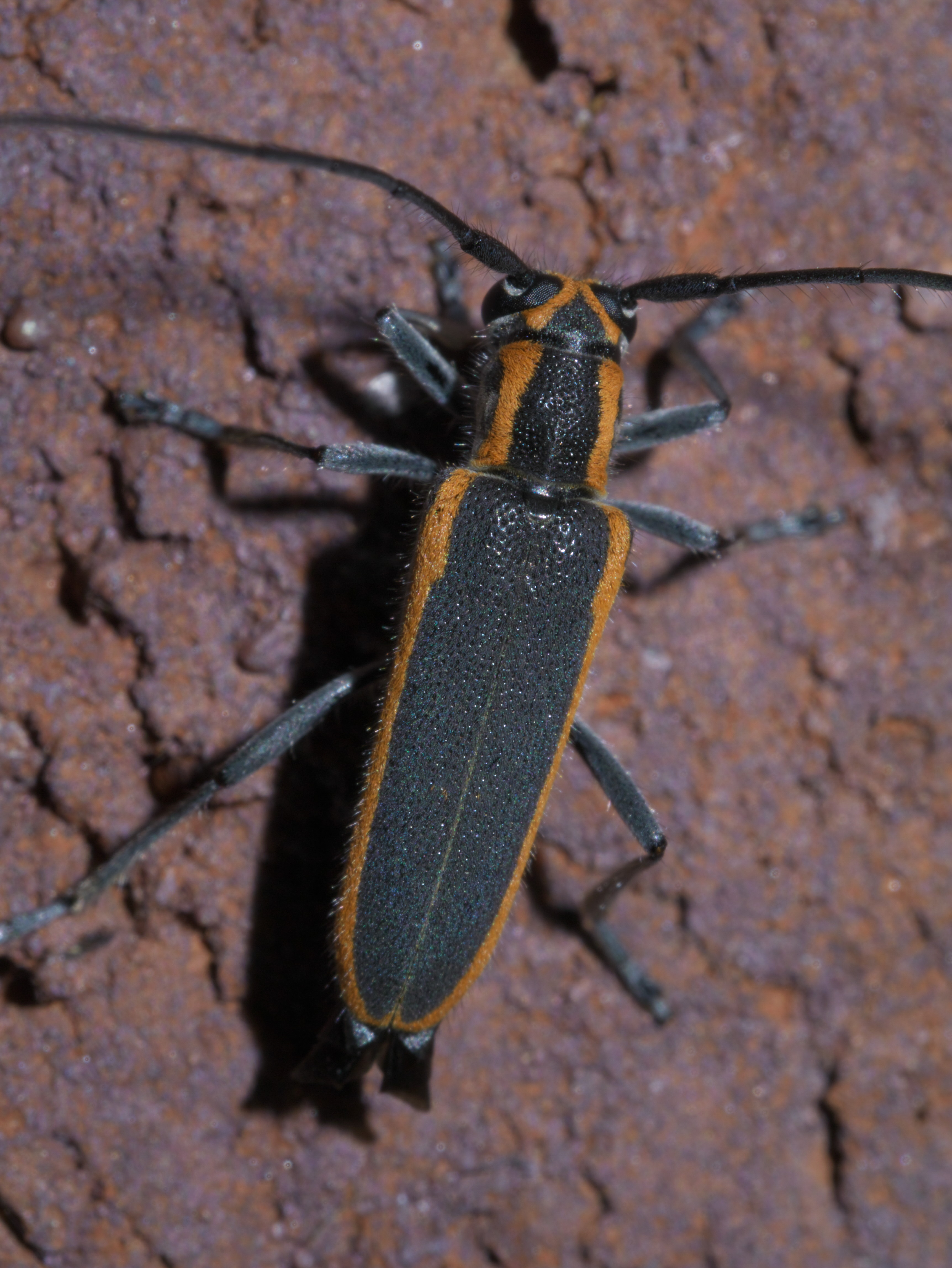
Saperda lateralis
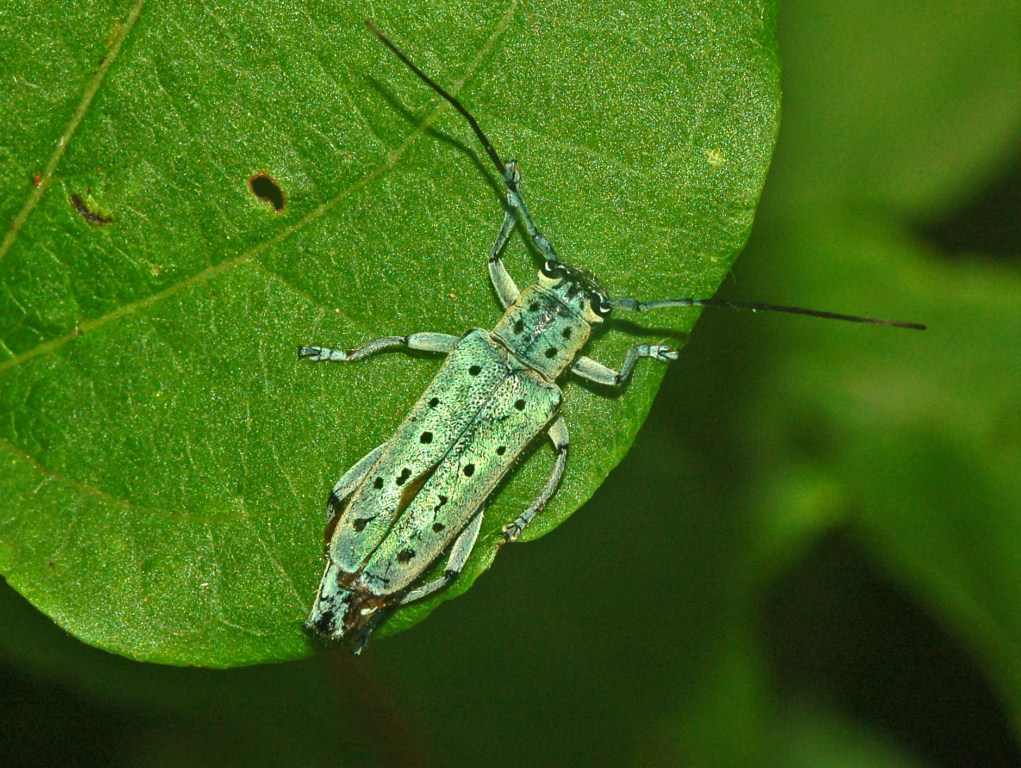
Saperda punctata
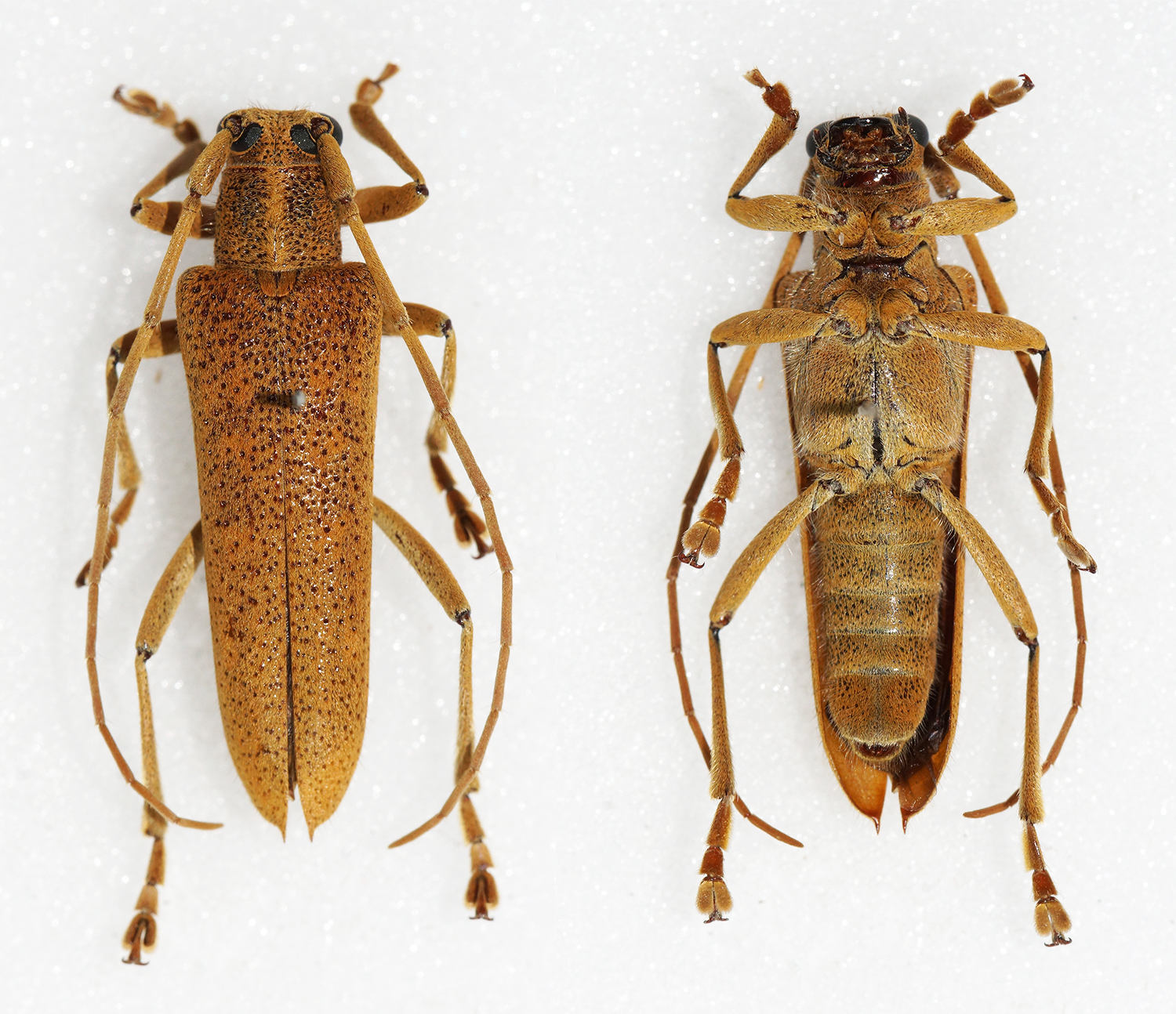
Saperda calcarata
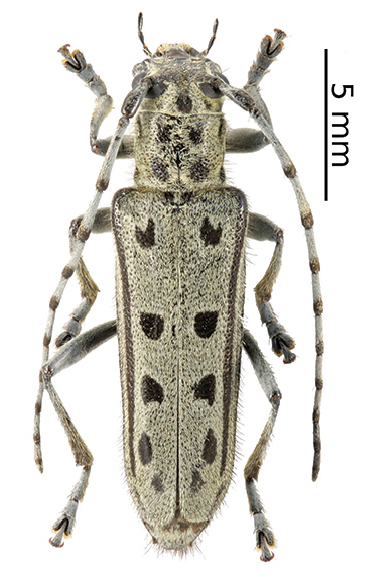
Saperda alberti
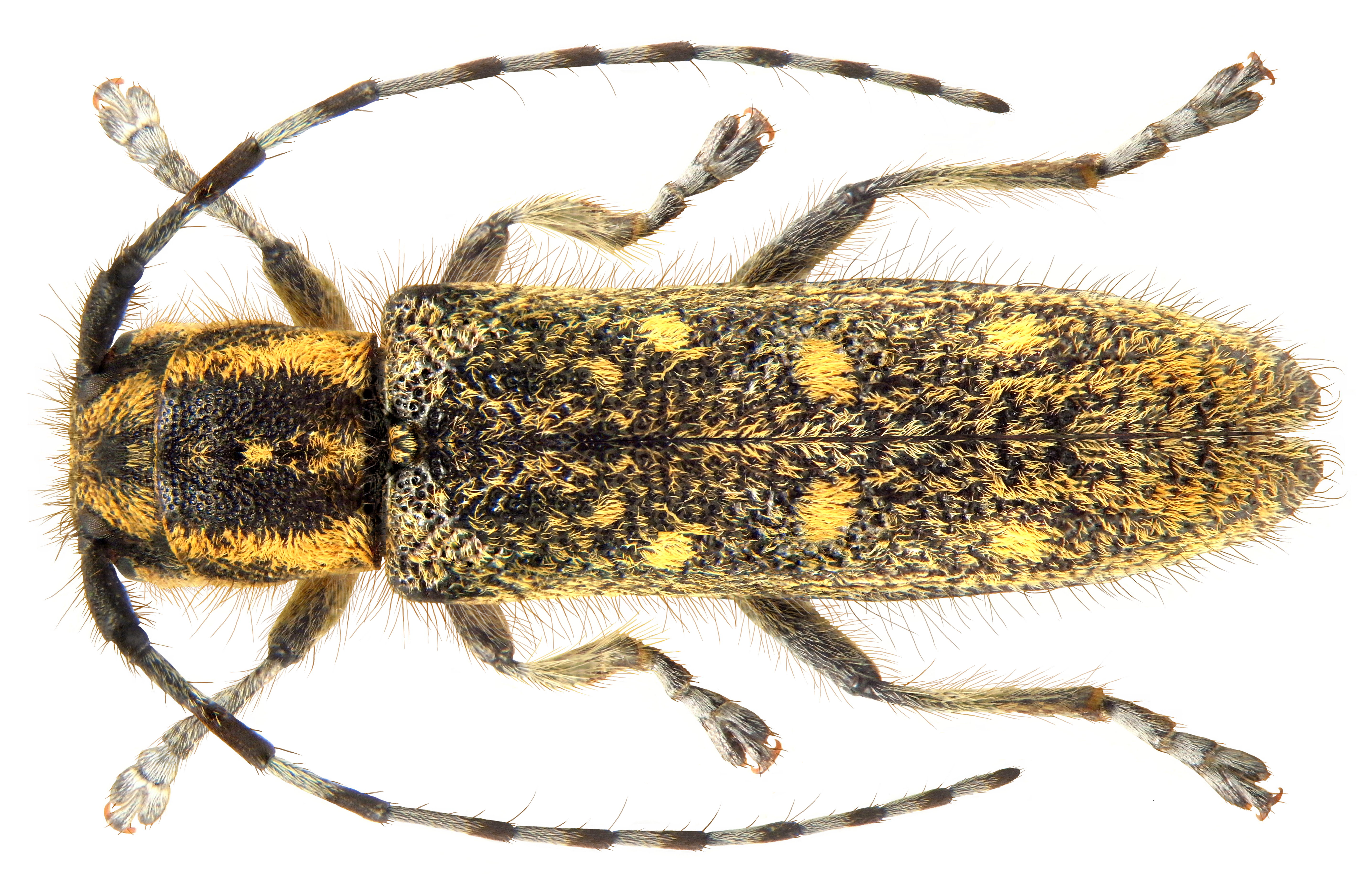
Saperda populnea
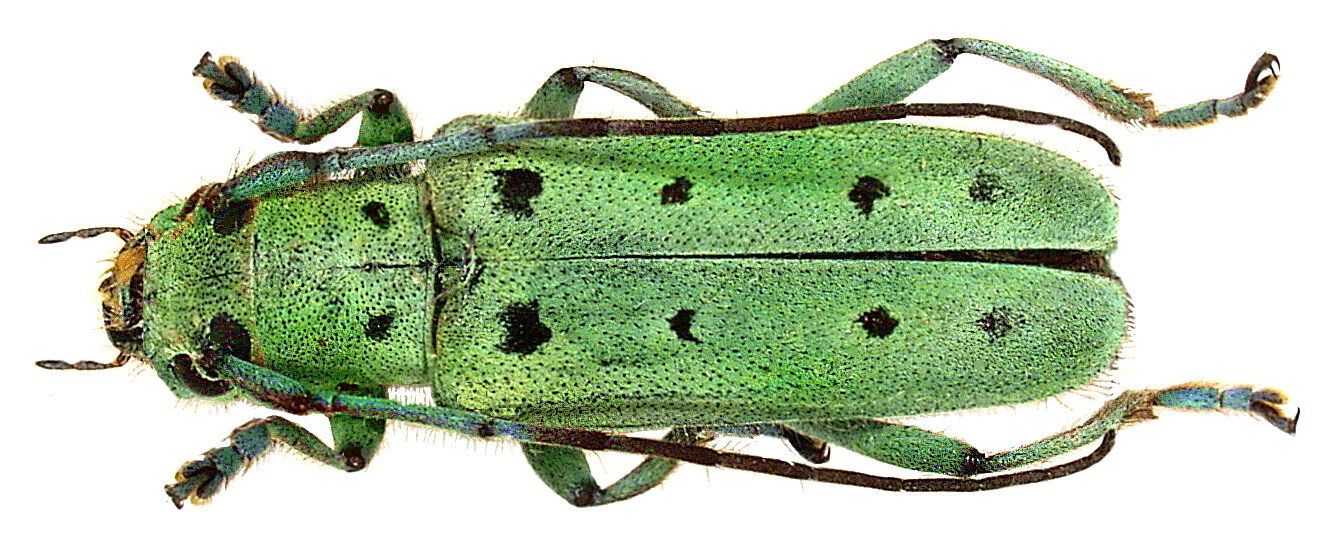
Saperda octopunctata
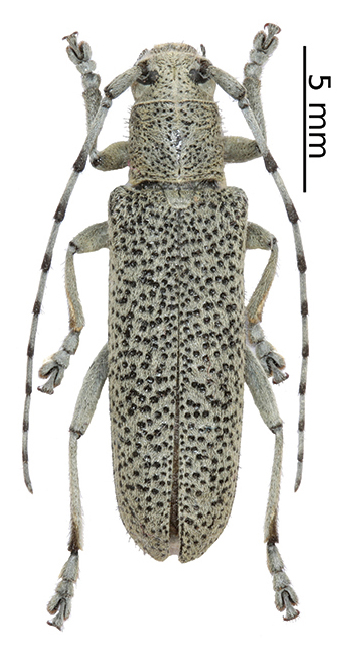
Saperda similis
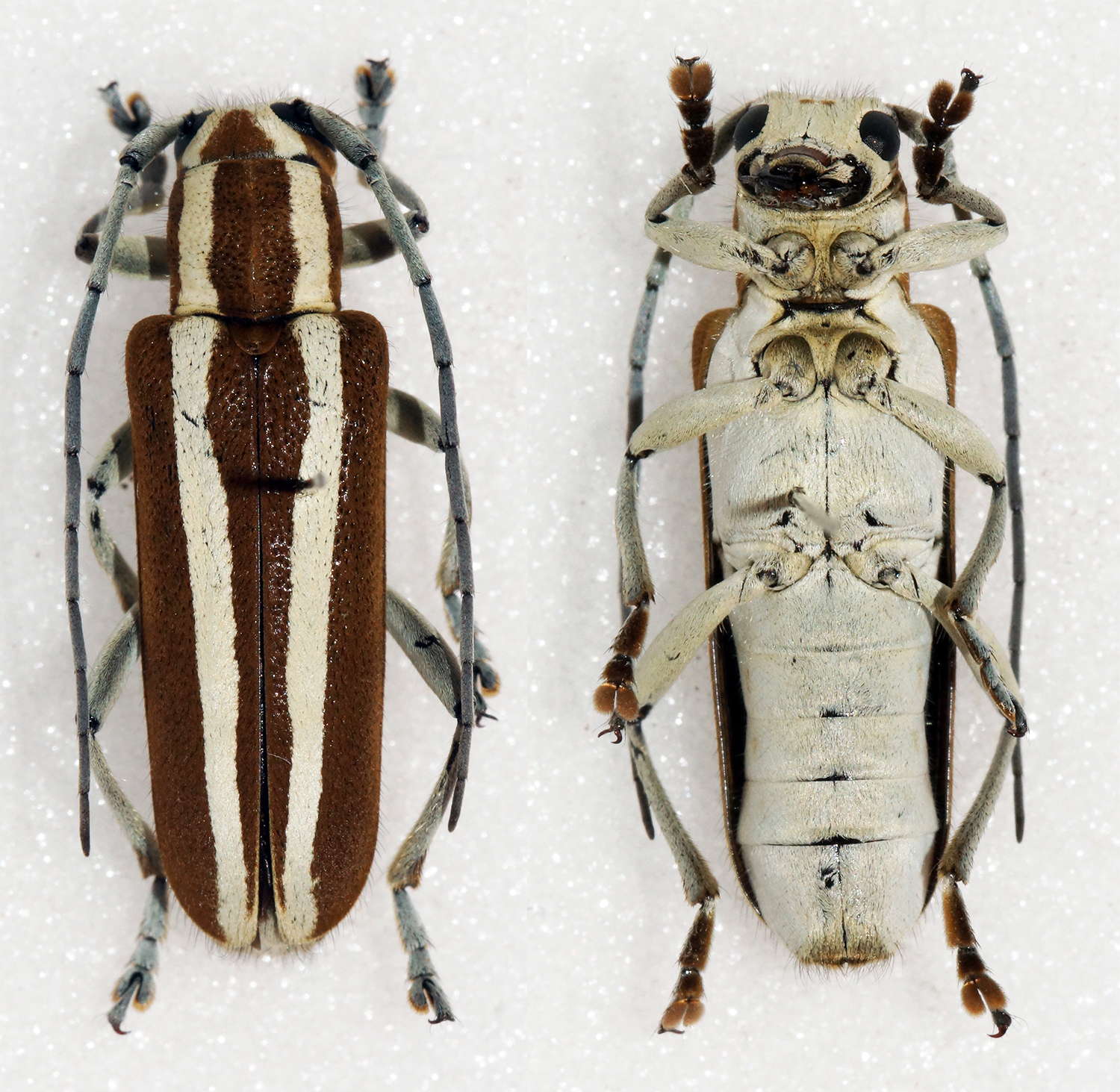
Saperda candida
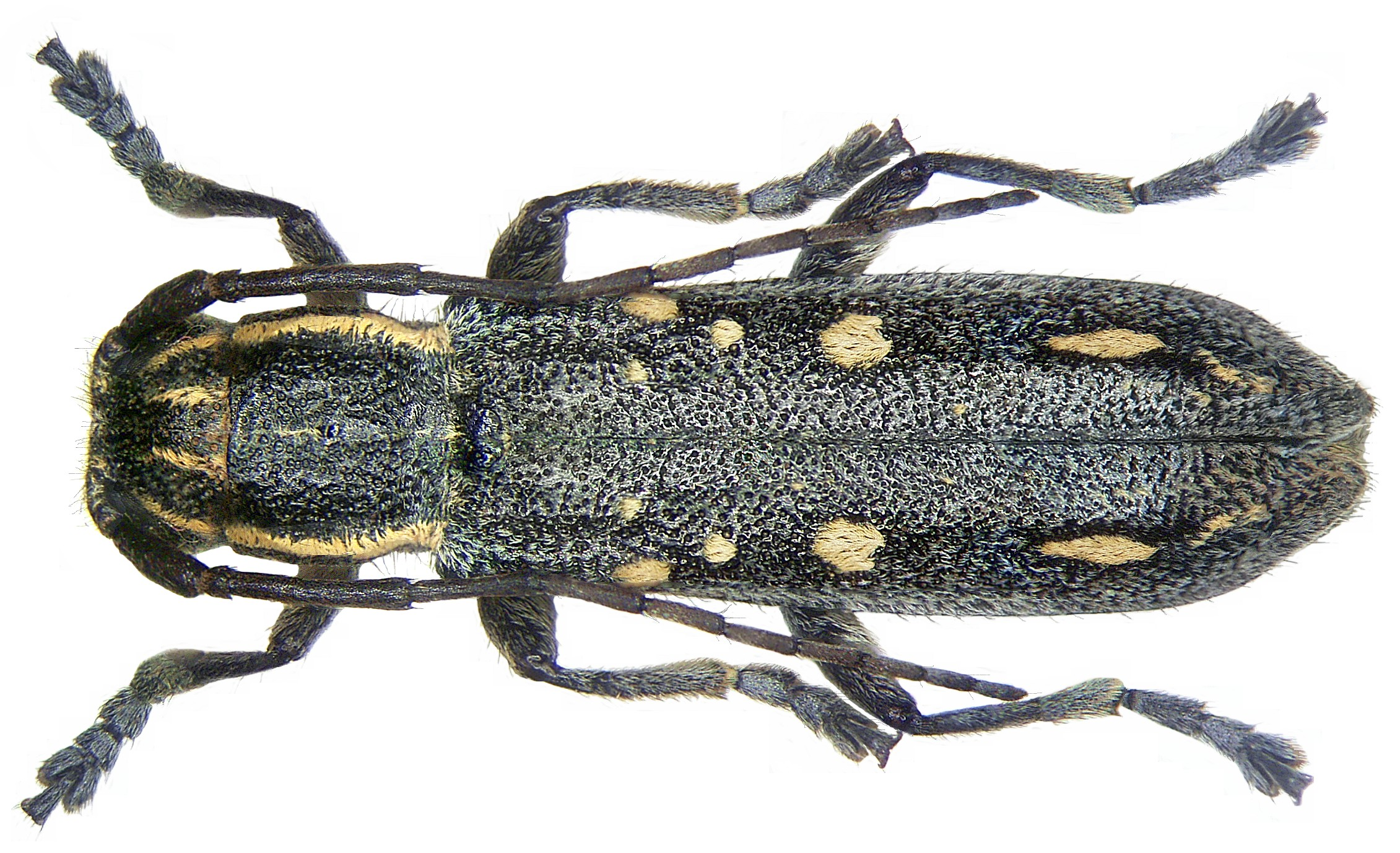
Saperda quercus
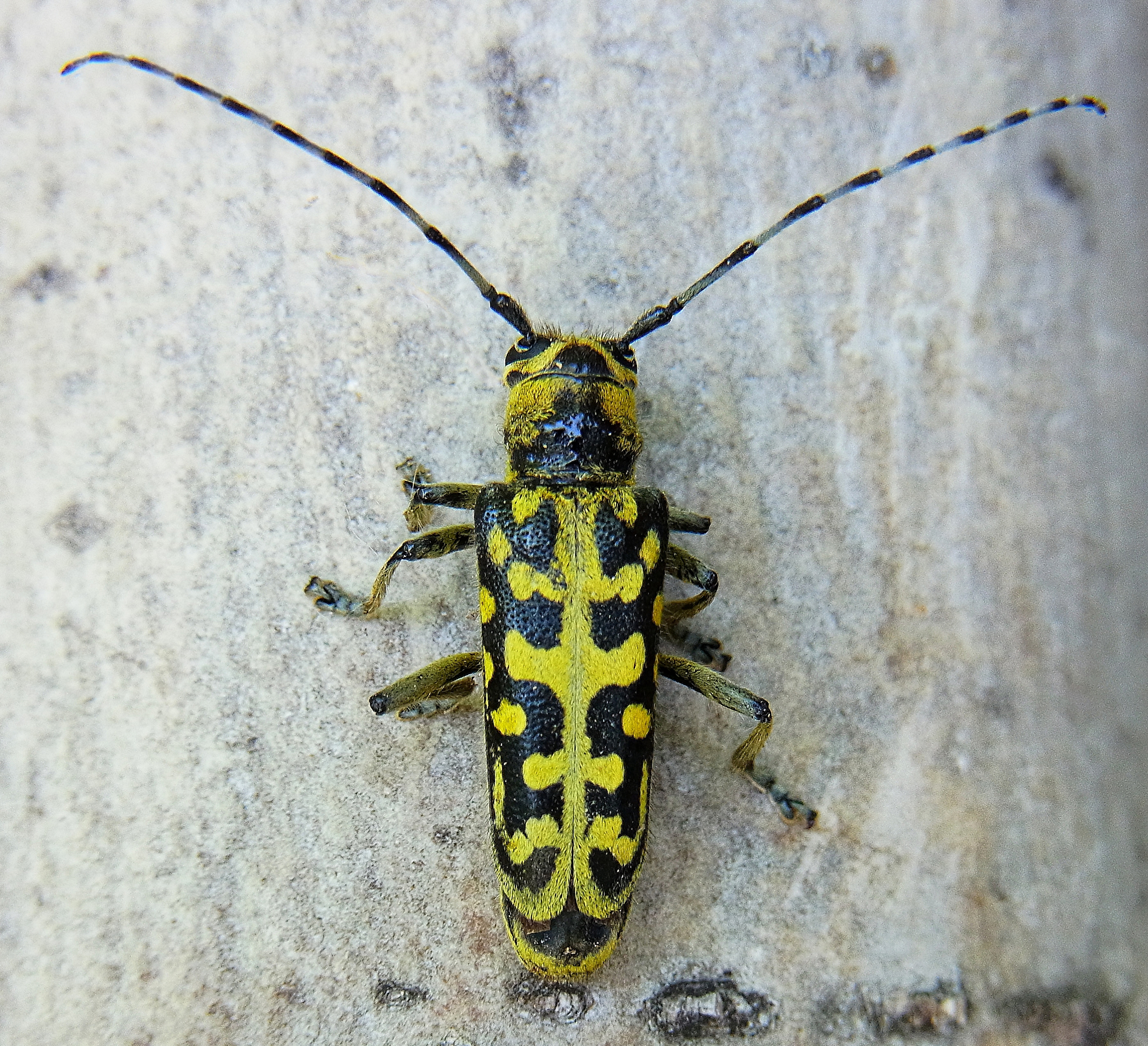
Saperda scalaris
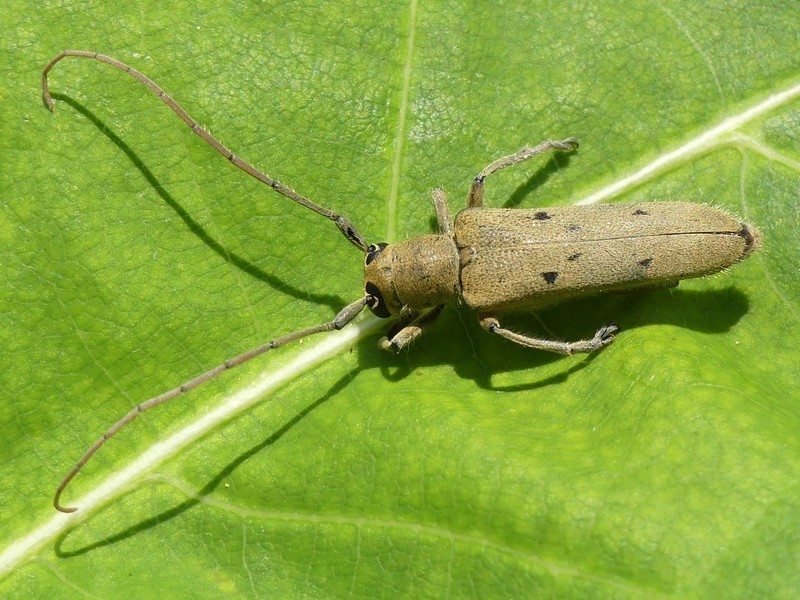
Saperda vestita
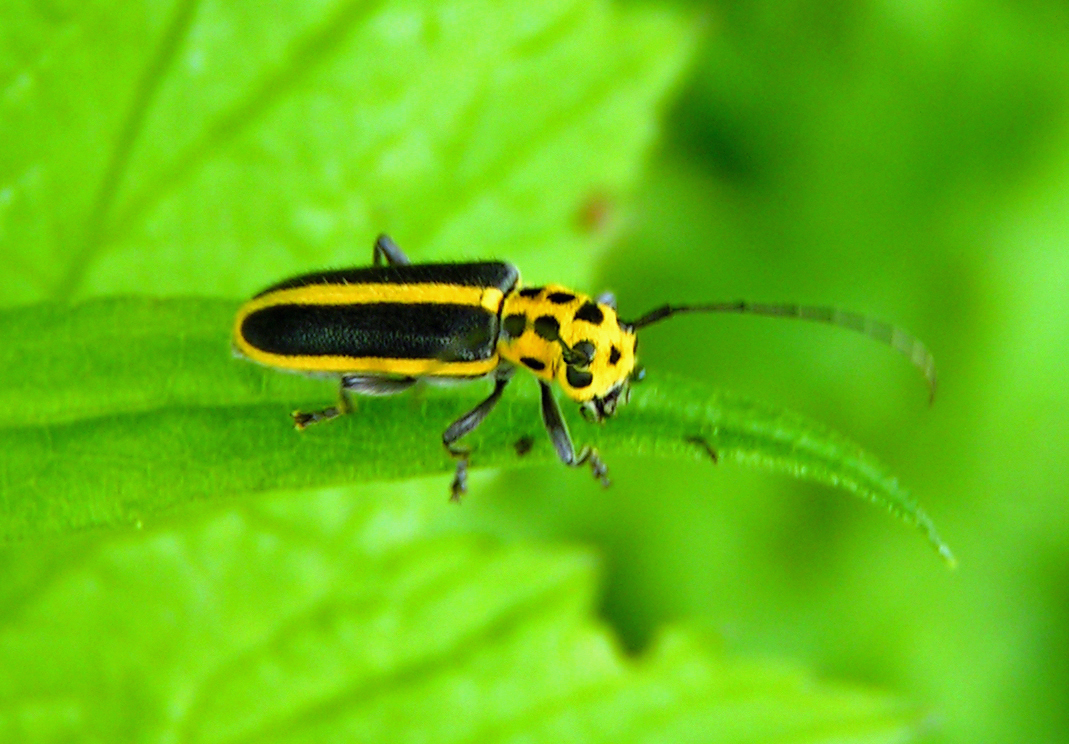
Saperda puncticollis

## Especies
- Saperda alberti Plavilstshikov, 1915
- Saperda bacillicornis Pesarini & Sabbadini, 1997
- Saperda bilabilis Newman, 1850
- Saperda bilineatocollis Pic, 1924
- Saperda calcarata Say, 1824
- Saperda candida Fabricius, 1787
- Saperda carcharias (Linné, 1758)
- Saperda cretata Newman, 1838
- Saperda discoidea Fabricius, 1798
- Saperda facetula Holzschuh, 1999
- Saperda fayi Bland, 1863
- Saperda florissantensis Wickham, 1916
- Saperda gilanensis (Shapovalov, 2013)
- Saperda gleneoides Breuning, 1950
- Saperda hornii Joutel, 1902
- Saperda hosokawai Hasegawa, 2017
- Saperda imitans Joutel, 1904
- Saperda inornata Say, 1824
- Saperda internescalaris Pic, 1934
- Saperda interrupta Gebler, 1825
- Saperda kojimai Makihara & Nakamura, 1985
- Saperda lateralis Fabricius, 1775
- Saperda lateralis rileyi Schiefer, 2010
- Saperda maculosa Ménétriés, 1832
- Saperda mariangelae Pesarini & Sabbadini, 2015
- Saperda mellancholica Montrouzier, 1855
- Saperda messageei Breuning, 1962
- Saperda moesta LeConte, 1850
- Saperda moesta tulari Joutel, 1904
- Saperda mutica Say, 1824
- Saperda obliqua Say, 1827
- Saperda octomaculata Blessig, 1873
- Saperda octopunctata (Scopoli, 1772)
- Saperda ohbayashii Podaný, 1963
- Saperda pallidipennis Gressitt, 1951
- Saperda perforata (Pallas, 1773)
- Saperda populnea (Linné, 1758)
- Saperda populnea balsamifera Motschulsky, 1860
- Saperda populnea lapponica Wallin, Kvamme & Bergsten, 2017
- Saperda punctata (Linné, 1767)
- Saperda puncticollis Say, 1824
- Saperda quercus Charpentier, 1825
- Saperda quercus ocellata Abeille de Perrin, 1895
- Saperda scalaris (Linné, 1758)
- Saperda scalaris hieroglyphica (Pallas, 1773)
- Saperda scalaris niethammeri Podaný, 1963
- Saperda similis Laicharting, 1784
- Saperda simulans Gahan, 1888
- Saperda subobliterata Pic, 1910
- Saperda subscalaris Breuning, 1952
- Saperda submersa Cockerell, 1908
- Saperda tetrastigma Bates, 1879
- Saperda tridentata Olivier, 1800
- Saperda vestita Say, 1824
- Saperda viridipennis Gressitt, 1951